# Forcipomyia anabaenae
Forcipomyia anabaenae är en tvåvingeart som beskrevs av Chan och Saunders 1965. Forcipomyia anabaenae ingår i släktet Forcipomyia och familjen svidknott. Inga underarter finns listade i Catalogue of Life.